# Biserica de lemn „Adormirea Maicii Domnului” din Alexeevca
Biserica de lemn „Adormirea Maicii Domnului” este o biserică amplasată în Alexeevca, raionul Ungheni, Republica Moldova. Este un monument arhitectural de importanță națională inclus în Registrul monumentelor Republicii Moldova ocrotite de stat cu nr. 1586 (raionul Ungheni). Datează de la sf. sec. XVIII.